# Euphorbia fimbrilligera
Euphorbia fimbrilligera är en törelväxtart som beskrevs av Carl Friedrich Philipp von Martius. Euphorbia fimbrilligera ingår i släktet törlar, och familjen törelväxter. Inga underarter finns listade i Catalogue of Life.